# Trece
Trece est une chaîne de télévision espagnole thématique. Elle fait partie du groupe Veo Televisión. Sa programmation est basée sur la diffusion des valeurs et croyances du catholicisme.

## Histoire
Lors du projet de création, le nom de la chaîne devait être 10 TV mais après l'apparition de La 10, elle a opté pour la dénomination 13 TV.
Le 6 novembre 2010, la chaîne commence sa diffusion avec la retransmission de la visite du pape Benoît XVI à Saint-Jacques-de-Compostelle et Barcelone. Le 29 novembre 2010, elle diffuse ses émissions sans interruption.

## Identité visuelle (logo)

Logo de 13 TV du 29 novembre 2010 à septembre 2012.
Logo de 13tv depuis le 10 septembre 2012.

## Programmes
Sa programmation se base sur la diffusion des valeurs et des croyances de l'église catholique en concentrant ses programmes pour tous les membres de la famille. La chaine diffuse également du cinéma classique, des séries télévisées, de la production originale, religieuse.

## Annexe
- Veo7
- Marca TV